# Adolf Zander (Musiker)

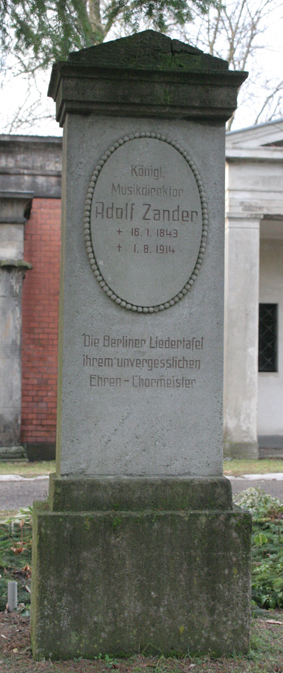
Grabstein von Adolf Zander auf dem Alten Sophienfriedhof in Berlin-Mitte

Adolf Zander (* 16. Januar 1843 in Barnewitz an der Havel; † 1. August 1914 in Kleinaupa/Riesengebirge) war ein deutscher Komponist, Organist an der Sophienkirche (Berlin), Chorleiter, Königlich Preußischer Musikdirektor und Gründer der neuen Berliner Liedertafel.

## Leben
Adolf Zander wirkte als Musiker und Lehrer, insbesondere widmete er sich der Chormusik. So gründete er 1881 den „Zanderschen Quartettverein“, war 1877 bis 1880 der 2. Dirigent des Berliner Männerchors „Liedeslust“ und führte 1884 beide Chöre in der neuen Berliner Liedertafel zusammen.
Zander wohnte in Berlin um 1880 in der Höchste Straße 26, später in der Krautstraße 16 und um 1895 in der Graefestraße.
Kirchenmusikdirektor Adolf Zander vertonte den 140. Psalm „Hallelujah. Lobet den Herrn in seinem Heiligtum“. Der Kirchenchor von „Sophien“ sang diesen Psalm unter Leitung des Komponisten Zander, der auch die Orgel spielte, im Festgottesdienst anlässlich der Zweihundertjahrfeier der Berliner Sophienkirche 1912 in Anwesenheit von Kaiser Wilhelm II. und dem Kronprinzenpaar  Wilhelm und Cecilie.
Der Königliche Musikdirektor wurde am 7. September 1914 auf dem Alten Sophienfriedhof (Berlin-Mitte) beigesetzt.